# Ідехан

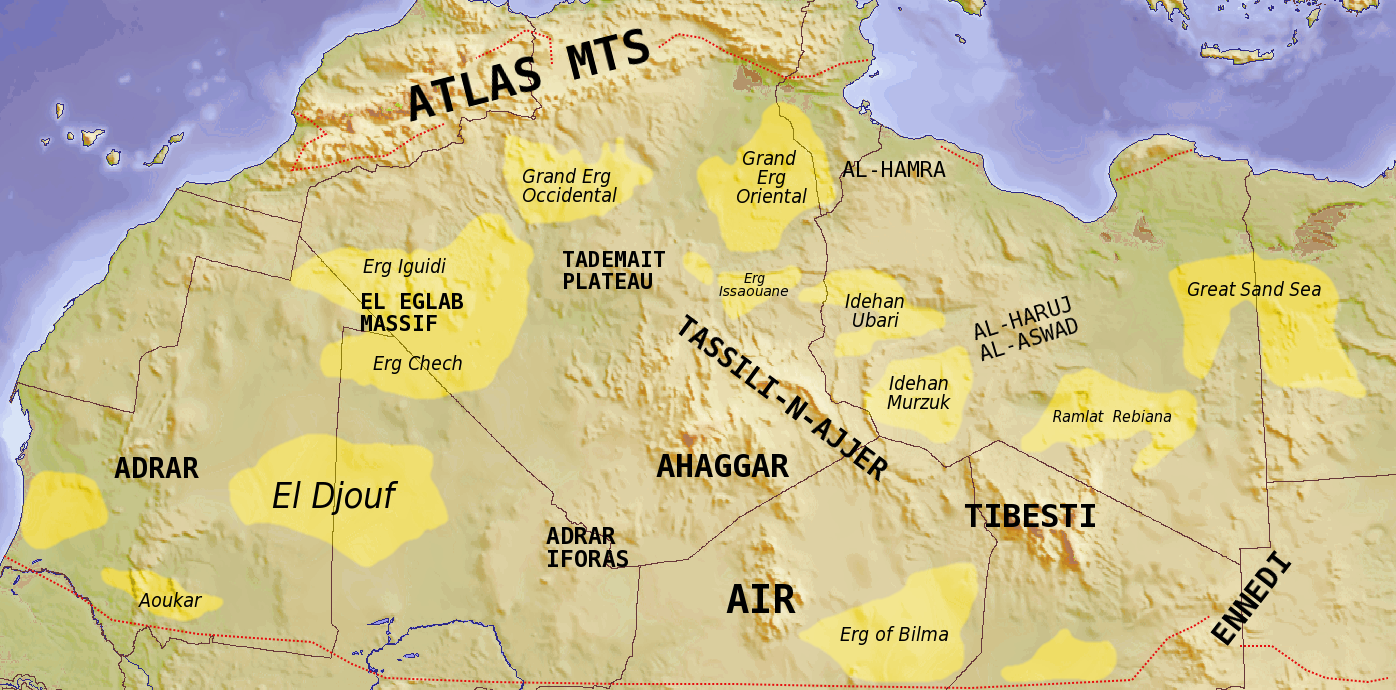
Топографічна карта Сахари

Ідеха́н (також Ідеха́н-Убарі́) — піщана пустеля в Лівії, розташована на висоті 400—500 м. Рельєф переважно грядовий, хоча трапляються окремі дюни з відносною висотою до 200 м. Річна кількість опадів становить близько 10 мм.
Пустеля майже позбавлена рослинності. В низинах є солончаки, з яких добувають соду і сіль. Крім того, місцеві мешканці займаються кочовим скотарством. Уздовж кордонів пустелі розташовані невеликі оази з гаями фінікових пальм.